# James Hamilton (6e comte d'Abercorn)
Pour les articles homonymes, voir James Hamilton et Hamilton.
James Hamilton (c. 1661 - 1734) est un pair et homme politique écossais et irlandais. Nommé palefrenier de la chambre à coucher de Charles II après la mort de son père au combat, il prend le parti Williamite à la Glorieuse Révolution et, le 21 mars 1689, approvisionne Derry permettant à la ville de soutenir le siège de Derry jusqu'à sa levée en 1689. Peu de temps après avoir hérité d'une pairie écossaise et irlandaise d'un cousin germain, il est créé vicomte en Irlande pour ses services à la cause Williamite.

## Naissance et origines
James est né en 1661 ou 1662,  le fils aîné de James Hamilton (officier) (en) et de sa femme Elizabeth Colepeper. Son père est colonel dans l'armée anglaise, Hyde Park Ranger, palefrenier de la chambre à coucher de Charles II d'Angleterre, et membre d'une branche cadette des Abercors. La mère de James est une fille de John Colepeper. Ses parents se sont mariés en 1661 et ont six fils, dont trois ont survécu jusqu'à l'âge adule.
Il est le frère ainé de :
1. Jacques (vers 1661 – 1734)
2. George (mort en 1692), devient colonel dans les gardes à pied et meurt à la Bataille de Steinkerque [4]
3. William (après 1662 – 1737), épouse sa cousine Margaret Colepeper et est l'ancêtre des Hamilton de Chilston [5]

Il est élevé comme protestant car son père, qui est à l'origine catholique, s'est converti à cette foi pour épouser sa mère. Il est l'héritier présomptif de la branche cadette de Donalong des comtes d'Abercorn, qui commence avec son grand-père Sir George Hamilton, 1er baronnet, de Donalong, qui est le quatrième fils de James Hamilton (1er comte d'Abercorn).

## Héritages
Le 6 juin 1673, alors qu'il a environ douze ans, son père meurt des suites d'une blessure reçue lors d'un combat naval avec les Hollandais lors de la troisième guerre anglo-néerlandaise . Il est indemnisé par une nomination en tant que palefrenier supplémentaire de la chambre à coucher le 18 avril 1680 . Son père est décédé avant son grand-père qui tenait toujours la terre de Donalong entre Strabane et Derry en Irlande.
À la mort de son grand-père en 1679, il hérite de la terre et aurait dû succéder au titre de baronnet de son grand-père, c'est-à-dire baronnet Hamilton de Donalong, mais il n'a jamais pris le titre, se faisant appeler capitaine Hamilton, son rang dans l'armée anglaise . Cela pourrait indiquer que ce titre n'a jamais été dûment créé .

## Mariage et enfants
Le capitaine Hamilton épouse l'héritière Elizabeth Reading, fille de Sir Robert Reading, 1er baronnet, de Dublin, et Jane Hannay, veuve de Charles Coote (1er comte de Mountrath), en janvier 1684 . Le 22 janvier 1684 Charles II crée Hamilton "baron Hamilton de Bellamont", comté de Dublin, dans la pairie irlandaise, mais le titre ne passe pas les sceaux .
James et Elizabeth ont 14 enfants dont 10 ont survécu jusqu'à l'âge adulte, six fils :
1. James (1686-1744), devenu le 7e comte [12]
2. Jean (vers 1694 – 1714), jamais marié [13]
3. George (mort en 1775), député, marié avec descendance [14]
4. Rév. Hon. Francis Hamilton (1700-1746), marié avec descendance [15]
5. William (1703-1721), mort à bord du HMS Royal Anne Galley [16]
6. Charles (1704-1786), député, marié avec descendance [17]

1. Elizabeth Hamilton, épouse le 2 janvier 1711 William Brownlow, et se remarie en 1741 à Martin, comte de Kearnie [18] Par son premier mariage, elle est une ancêtre de l'acteur Ralph Fiennes.
2. Mary (née avant 1704), mariée en janvier 1719 à Henry Colley de Carbury Castle, dans le comté de Kildare [19]
3. Philippa Hamilton (morte en 1767), épouse le révérend Benjamin Pratt sans descendance, puis épouse Michael O'Connell de Londres et a un fils [20]
4. Jane (avant 1704 – 1753), épouse Archibald Douglas-Hamilton dont elle est la troisième épouse [21]. Elle est également la maîtresse de Frederick, prince de Galles [22].

## Expédition à Derry
Le poste du capitaine Hamilton dans la chambre à coucher tombe avec la mort du roi en 1685. Il fait carrière dans l'armée et occupe une commission dans l'armée anglaise du nouveau roi, Jacques II.
En 1688, lors de la Glorieuse Révolution il se range du côté de Guillaume. Au printemps 1689, alors que la guerre menace en Irlande du Nord, il est envoyé à Derry avec des provisions afin de préparer la ville à un éventuel siège. Le 21 mars 1689, il arrive à Derry en provenance d'Angleterre avec deux navires : la frégate HMS Jersey et le navire marchand Deliverance  apportant de la poudre à canon, des munitions, des armes et 595 £ en espèces . Ces dispositions sont cruciales pendant le siège de Derry. Il apporte également la commission du roi William et de la reine Mary qui confirme le colonel Robert Lundy en tant que gouverneur Williamite de la ville .
Il aide à défendre Derry alors que son oncle Richard Hamilton (officier), lieutenant-général dans l'armée royale irlandaise, l'attaque .

## Député
Après la fin de la guerre Williamite en Irlande, il est élu comme l'un des deux députés du comté de Tyrone à la Chambre des communes irlandaise le 22 septembre 1692 et de nouveau le 12 août 1695 .

## Sixième comte d'Abercorn
En juin 1701 à Strabane son cousin germain Charles Hamilton (5e comte d'Abercorn) (en), meurt sans enfants survivants . Le capitaine Hamilton est son cousin issu de germain. L'arrière-grand-père qu'ils ont en commun est James Hamilton, 1er comte d'Abercorn. Le capitaine Hamilton devient 6e comte d'Abercorn dans la pairie écossaise et 7e baron Hamilton de Strabane dans la pairie irlandaise. Son aîné, James, prend le titre de courtoisie Lord Paisley en tant qu'héritier présomptif. Le nouveau Lord Abercorn entre également en possession des terres correspondantes.
Environ six mois plus tard, le 2 décembre 1701, Lord Abercorn est récompensé par le roi Guillaume avec les titres de vicomte Strabane et de baron Mountcastle, tous deux dans la pairie d'Irlande . Le premier est une amélioration de son titre de baron Hamilton de Strabane et est probablement donné pour améliorer sa préséance à la Chambre des Lords irlandaise.
Lord Abercorn siège à la Chambre des lords irlandaise (en tant que vicomte Strabane) le 21 septembre 1703 et au Parlement d'Écosse (en tant que comte d'Abercorn) le 3 octobre 1706. En avril 1711, il est également nommé au Conseil privé d'Irlande.

## Décès et succession
Abercorn est mort le 28 novembre 1734 à l'âge de 73 ans  et est enterré le 3 décembre dans la voûte d'Ormond de la chapelle de Henry VII dans l'Abbaye de Westminster .
Il est remplacé par son fils aîné James en tant que 7e comte. Sa femme meurt le 19 mars 1754 .

### Sources
- Bernard Burke et Ashworth P. Burke, A Genealogical and Heraldic History of the Peerage and Baronetage, the Privy Council, Knightage, and Companionage, London, Harrison, 1909 (lire en ligne)
- Bernard Burke, A Genealogical and Heraldic Dictionary of the Peerage and Baronetage of the British Empire, London, Burke's Peerage Ltd., 1949 (lire en ligne)
- Joseph Lemuel Chester, Registers of Westminster Abbey, London, Private Edition, 1876 (lire en ligne)
- John Childs, The Williamite Wars in Ireland 1688 - 1691, London, Hambledon Continuum Press, 2007 (ISBN 978-1-85285-573-4, lire en ligne)
- George Edward Cokayne, Complete Baronetage, vol. 3, Exeter, William Pollard & Co, 1903 (lire en ligne) – 1649 to 1664
- George Edward Cokayne, The Complete Peerage of England, Scotland, Ireland, Great Britain and the United Kingdom, Extant, Extinct, or Dormant, vol. 1, Ab-Adam to Basing, London, St. Catherine Press, 1910 (lire en ligne)
- House of Commons, Members of Parliament, vol. 62, London, H. M. Stationery Office, 1878 (lire en ligne) (for the subject as MP)
- John Lodge, The Peerage of Ireland, vol. 5, Dublin, James Moore, 1789 (lire en ligne) - Viscounts
- James MacGeoghegan, Histoire de l'Irlande ancienne et moderne, vol. 3, Amsterdam, Paris, A. Boudet, 1763 (lire en ligne)
- James Balfour Paul, The Scots Peerage, vol. 1, Edinburgh, David Douglas, 1904 (lire en ligne) - Abercorn to Balmerino
- Sir John Christopher Sainty et Robert O. Bucholz, Officials of the Royal Household 1660 – 1683: Department of the Lord Chamberlain and Associated Offices, London, University of London, Institute of Historical Research, 1997 (ISBN 9781871348408, lire en ligne)
- Arthur Penrhyn Stanley, Historical Memorials of Westminster Abbey, London, John Murray, 1869 (lire en ligne)
- Rev. George Walker, The siege of Londonderry in 1689, as set forth in the Literary Remains of Colonel the Rev. George Walker, D.D., London, Robert Clavel & Ralph Simpson, 1690 (lire en ligne)
- John Walters, The Royal Griffin: Frederick Prince of Wales 1707–51, London, Jarrolds, 1972 (ISBN 0-09-111240-0, lire en ligne)
- Rev. James Wills, Lives of Illustrious and Distinguished Irishmen Sir James Hamilton, First Viscount Strabane, vol. 4, Glasgow, MacGregor, Polson & Co, 1841, 55–56 p. (lire en ligne)
- Thomas Witherow, Derry and Enniskillen in the Year 1689, London & Belfast, William Mallan & Son, 1879 (lire en ligne)